# Micromya johannseni
Micromya johannseni är en tvåvingeart som beskrevs av Ephraim Porter Felt 1911. Micromya johannseni ingår i släktet Micromya och familjen gallmyggor. Inga underarter finns listade i Catalogue of Life.